# Kramhof
Kramhof ist ein Ortsteil der Stadt Waldmünchen im Landkreis Cham des Regierungsbezirks Oberpfalz im Freistaat Bayern.

## Geografie
Kramhof befindet sich auf einer Hochfläche zwischen dem 623 Meter hohen Höller Berg im Norden und dem 615 Meter hohen Kapellenberg im Süden. Die Ortschaft liegt 1,7 Kilometer südlich der tschechische Grenze und 3,7 Kilometer nordwestlich von Waldmünchen.

## Geschichte
Der Name Kramhof kann auf eine ursprünglich slawische Besiedlung hindeuten. „Kram“ könnte sich vom slawischen Wort „grab“ (polnisch, kroatisch: grab; slowakisch: hrab; russisch, serbisch: граб) = „Hainbuche“ ableiten. Kramhof wäre dann als Hainbuchenhof zu interpretieren. Es wird angenommen, dass seit dem 8. Jahrhundert im Osten der Oberpfalz einzelne slawische Ansiedelungen entstanden, die im friedlichen Nebeneinander existierten mit der zunächst spärlichen germanischen Bevölkerung, gekennzeichnet durch die echten Ing-Orte. Mit der im 11. und 12. Jahrhundert einsetzenden Landnahme wurden die Slawen mehr und mehr verdrängt.
1622 wird ein Hof in Kramhof (auch: Krahmhoff, Kromhof) erwähnt. 1808 gab es in Kramhof 1 Anwesen.
1808 wurde die Verordnung über das allgemeine Steuerprovisorium erlassen. Mit ihr wurde das Steuerwesen in Bayern neu geordnet und es wurden Steuerdistrikte gebildet. Dabei kam Kramhof zum Steuerdistrikt Untergrafenried. Der Steuerdistrikt Untergrafenried bestand aus den Dörfern Untergrafenried und Höll, den Weilern Arnstein, Kramberg und Wagenhof und den Einöden Eben und Kramhof.
1820 wurden im Landgericht Waldmünchen Ruralgemeinden gebildet. Dabei kam Kramhof zur Ruralgemeinde Untergrafenried. Zur Ruralgemeinde Untergrafenried gehörte neben Untergrafenried mit 40 Familien die Einöde Kramhof mit 2 Familien. Später (nach 1808) kam noch die Einöde Ringberg hinzu.
1978 wurde die Gemeinde Untergrafenried in die Stadt Waldmünchen eingemeindet.
Kramhof gehört zur Pfarrei Ast. 1997 hatte Kramhof 9 Katholiken.

## Einwohnerentwicklung ab 1820
| Jahr | Einwohner  | Gebäude |
| ---- | ---------- | ------- |
| 1820 | 2 Familien | k. A.   |
| 1838 | 7          | 1       |
| 1861 | 6          | 3       |
| 1871 | 10         | 4       |
| 1885 | 12         | 1       |
| 1900 | 7          | 1       |
| 1913 | 11         | 1       |

| Jahr | Einwohner | Gebäude |
| ---- | --------- | ------- |
| 1925 | 10        | 1       |
| 1950 | 10        | 2       |
| 1961 | 12        | 2       |
| 1970 | 11        | k. A.   |
| 1987 | 9         | 2       |
| 2011 | 9         | k. A.   |